# Oldřich Duras
Oldřich Duras (30 de octubre de 1882, Pchery (Hamlet Humny) en Bohemia – 5 de enero de 1957, Praga) fue un gran maestro checo de ajedrez de comienzos del siglo XX. La FIDE le otorgó el título de Gran Maestro Internacional en 1950, al crearse el sistema de títulos oficiales.
Entre sus grandes victorias (todas compartidas) están las de Bremen 1905, Praga 1908, Viena 1908 y Breslau 1912. Tuvo resultados positivos contra Richard Teichmann (+6 -2 =6), David Janowsky (+3 -1 =0), Carl Schlechter (+2 -1 =11) y Aron Nimzowitsch (+3 -2 =3), y empates contra Siegbert Tarrasch y Géza Maróczy. Perdió el único match que jugó contra Emanuel Lasker, obtuvo un empate y una derrota con José Raúl Capablanca, y fuertes puntajes negativos contra Akiba Rubinstein, Ossip Bernstein y Milan Vidmar. Perdió por un punto contra Frank Marshall (+7 -8 =5).
Duras fue también un notable creador de problemas de ajedrez.